# Szuluh
Szuluh (arab. شلوح) – wieś w Syrii, w muhafazie Hims. W 2004 roku liczyła 664 mieszkańców.